# ブロード・ストリート (マンハッタン)

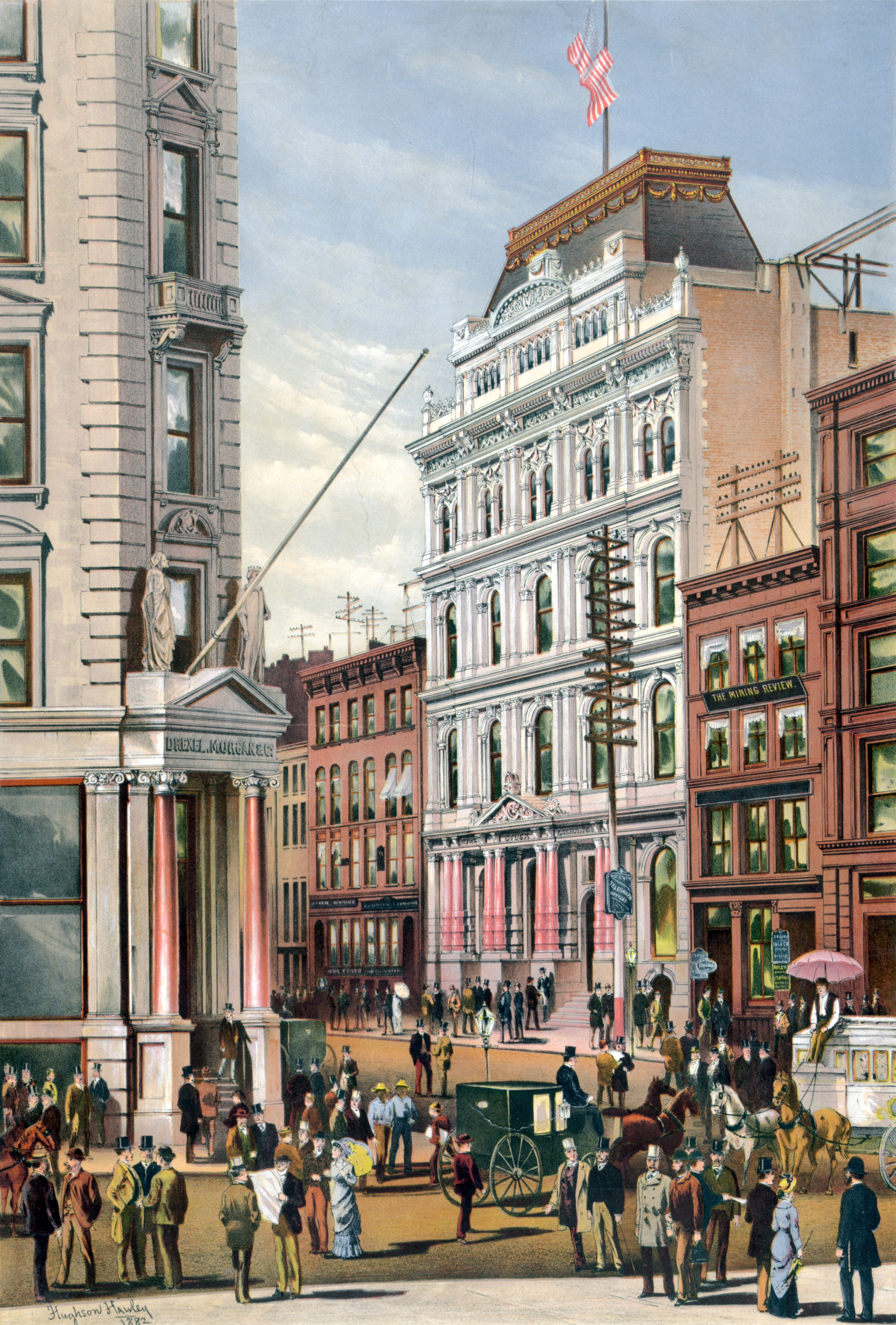
ブロード・ストリート 10-12号に建つ1882年のニューヨーク証券取引所

ブロード・ストリート (Broad Street) はニューヨーク市マンハッタン区ロウアー・マンハッタンのフィナンシャル・ディストリクトを南北に走る細い通りである。
この通りの南端はサウス・ストリートで北端はウォール・ストリートである。ブロード・ストリートより北では、ブロード・ストリートはナッソー・ストリートと名前を変え、スプルース・ストリートと突き当たるまで続く。

## 歴史
ブロード・ストリートは、元々はイースト川からマンハッタン島への入り江を整備してできたブロード・キャナル (Broad Canal, 広い運河) という運河であった。この運河を埋め立ててできた通りであることから、ブロード・ストリートという名前が付けられた。ニューアムステルダム時代は、この運河は"Heere Gracht"と呼ばれていた。この運河沿いには三階建て二つの建物が並んでいた。これらの建物の前の道は1676年に舗装された。この運河沿いでは、果物と野菜の露天商人（ロングアイランドからカヌーでやってくるネイティブアメリカンもいた）たちが、ゴミを放置し続けたため、川幅が徐々に狭くなっていった。この運河はついに船の通行ができなくなったため、1676年に埋め立てられた。
ブロード・キャナルはマンハッタンとブルックリンを結ぶ最初のフェリー（後のフルトン・フェリー (en)）の初代の上陸場所であった。
この通りは、オランダ統治時代からイギリス統治時代、アメリカの独立を経て現在に至る数世紀の間で大きな変化を遂げてきた。18世紀のこの通りのテナントとしては、書店のen:Garrat Noelがあった。1835年のニューヨーク大火はニューアムステルダムおよびニューヨークの初期の時代の歴史的建造物を焼き尽くした。この地域が金融活動の中心としての役割を果たすようになるにつれて、小さな建物は荘厳な銀行へと建て替えられるようになった。現在、この地域で未だ残っている建物ほ多くは1900年前後のものであり、それに加えて比較的新しい1950年以降に建てられたものがある。

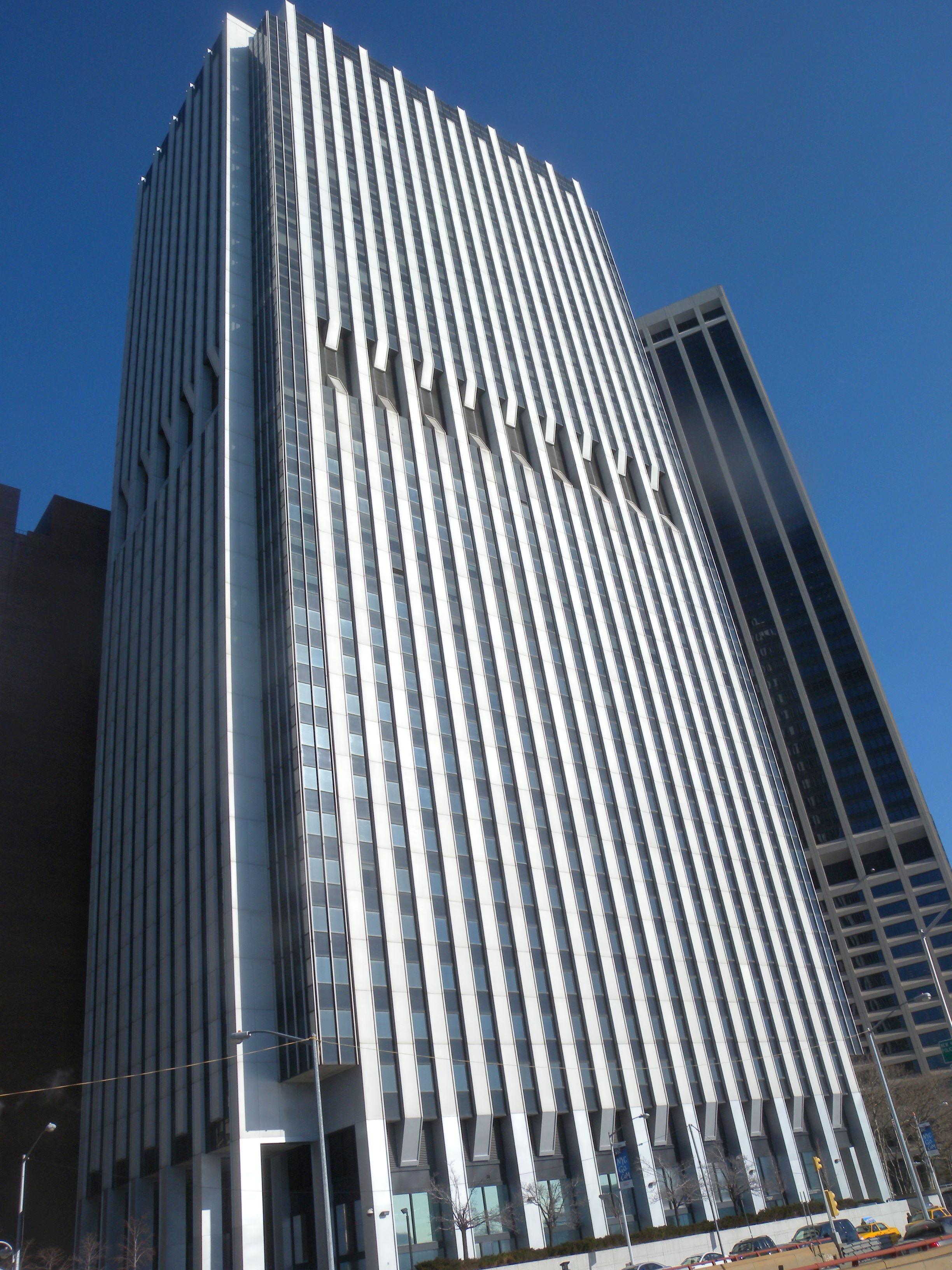
2 ニューヨーク・プラザ (en)

## 建築物
有名な新ローマ様式 (neo-Roman) のファサードを持つニューヨーク証券取引所の建物とその正面入口はブロード・ストリート 18号に所在している。その向かいには、以前のJPモルガンの本社であった23 ウォール・ストリート (en) と15 ブロード・ストリート (en) が建っている。現在は、これらの建物は高級コンドミニアムに改装されている。他の主要な建物にはブロード・ストリート 25号のブロード・エクスチェンジ・ビルディングとブロード・ストリート 70号のアメリカン・バンク・ノート・カンパニー・ビルディングがある。
この通りの南端には、西側に1 ニューヨーク・プラザが、東側には2 ニューヨーク・プラザ (en) が建っている。

## 交通機関
ブロード・ストリートとウォール・ストリートの角には、ニューヨーク市地下鉄BMTナッソー・ストリート線のブロード・ストリート駅（J Z系統）がある。